# بربج (لسترشر)
بربج (به انگلیسی: Burbage) یک روستا و محله مدنی در بریتانیا است که در Hinckley and Bosworth واقع شده‌است. بربج ۱۴٬۵۶۸ نفر جمعیت دارد.